# Annandag jul
Annandag jul eller annandagen infaller den 26 december, dagen efter juldagen.

## Firandet och traditioner

### Annandag jul i kyrkan

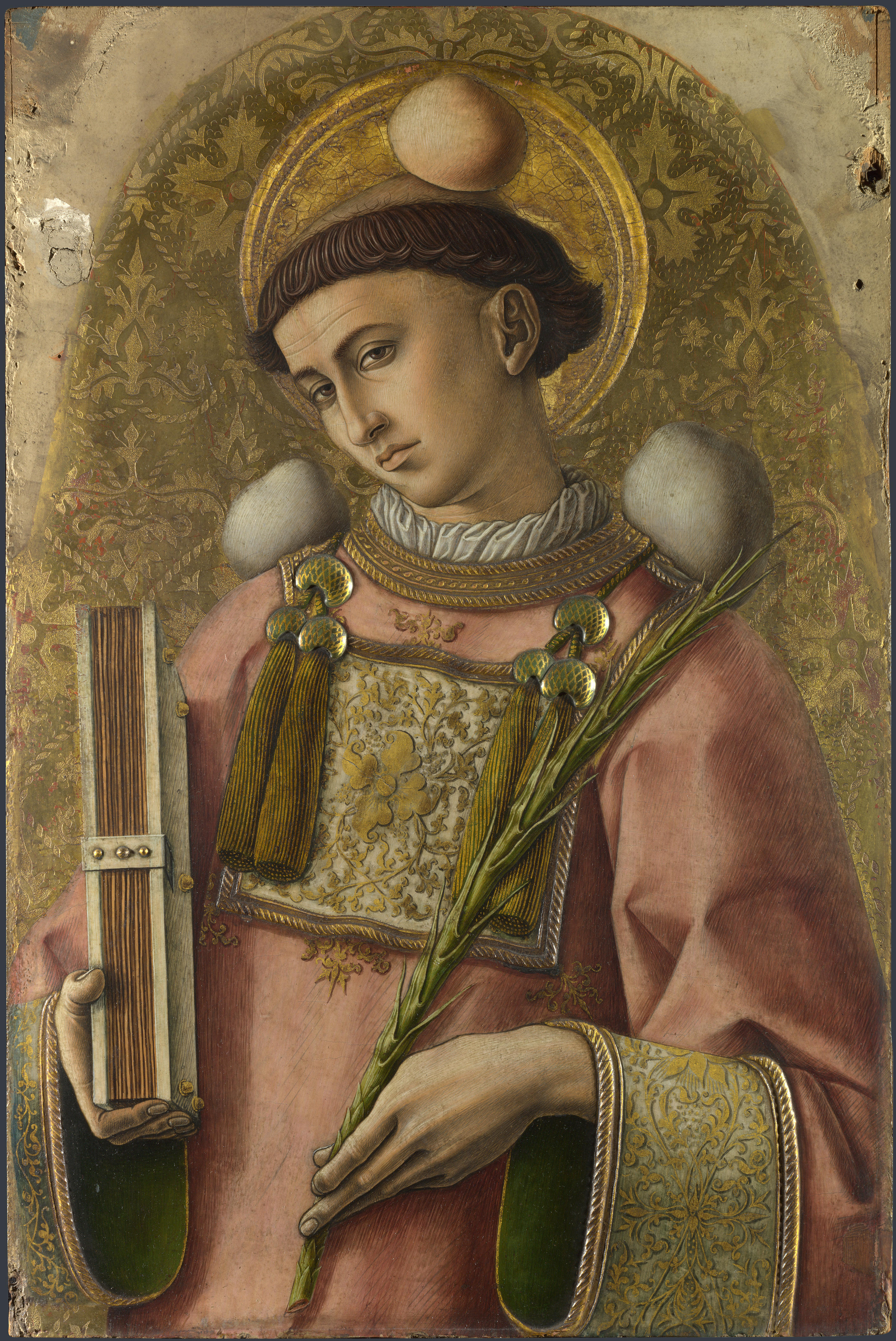
Sankt Stefan.

Den mest välkända texten är den text ur Apostlagärningarna, där Sankt Stefan stenades till döds för sin tro på Jesus.

#### Svenska kyrkan
Annandag jul heter också i 2003 års evangeliebok Den helige Stefanos dag och har rubriken Martyrerna. De bibeltexter som används för att belysa dagens tema är:
| Första årgången                                                      | Andra årgången                                                       | Tredje årgången                                                  | Psaltarpsalm     |
| Jeremia 1:17-19 Apostlagärningarna 6:8-15 Matteusevangeliet 10:16-22 | Jeremia 20:7-11 Apostlagärningarna 7:55-8:8 Lukasevangeliet 12:49-53 | Mika 7:1-6 Apostlagärningarna 4:18-31 Matteusevangeliet 10:32-39 | Psaltaren 46:1-8 |

### Annandag jul i världen

#### Svenskspråkiga länder och övriga Norden
I Sverige är det en helgdag, precis som juldagen. I Finland kallas den även Stefanidagen eller på finska Tapaninpäivä. I Norge kallas dagen Andre juledag och i  Danmark Anden juledag.
Sångerna om Staffan stalledräng, som numera brukar framföras i samband med Luciafirandet, sjöngs från början på denna, Sankt Stefans dag. I äldre tider utfördes också så kallad Staffansritt denna dag.

#### Engelskspråkiga länder: Boxing day

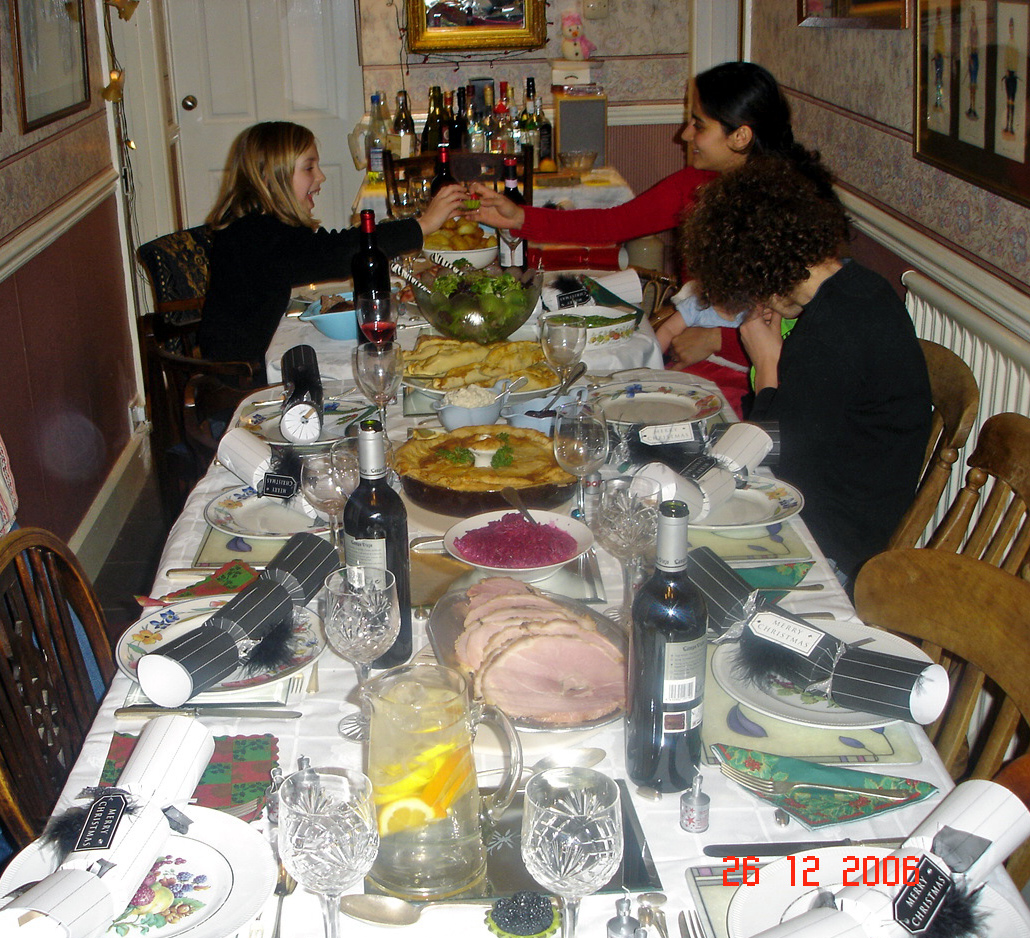
Familj firar Boxing Day i Storbritannien 2006.

I Storbritannien heter Annandag jul Boxing Day, medan man i Republiken Irland säger Saint Stephen's Day eller Wren's Day. Åren 1954-1993 hette dagen Christmas Sunday i Storbritannien om juldagen inföll på en söndag. Dessa år (1954, 1965, 1971, 1976, 1982 och 1993), flyttades Boxing Day till den 27 december. Därför är det korrekt att säga att i Storbritannien kunde det aldrig vara Boxing Day på en lördag eller söndag även om dessa dagar ibland felaktigt kallades Boxing Day.
Boxing Day är en så kallad "Bank holiday" eller "public holiday" i Storbritannien, Australien, Kanada, Ghana, Nya Zeeland, Hongkong, Nigeria, Guyana, Trinidad och Tobago, Jamaica och länder i Samväldet med i huvudsak kristen befolkning. I Sydafrika kallas dagen numera "Day of Goodwill". Trots att det inte är en allmän helgdag i USA används namnet Boxing Day för annandag jul av en del amerikaner, särskild de som bor nära gränsen till Kanada. I Kanada är dagen en helgdag, utom i provinserna Québec och British Columbia.
Den exakta etymologin för ordet "boxing" är omtvistad.
I Storbritannien var Boxing Day i högre ståndsfamiljer  traditionellt en dag då tjänstefolket gavs ledigt. På grund av detta brukade familjen äta en kall buffé som gjorts i ordning av tjänstefolket i förväg. I många familjer följer man än i dag denna tradition och äter en enklare buffélunch. Dagen är i Storbritannien en dag för familjen, sällskapsspel och sport.
I traditionen på Boxing Day har det länge ingått att ge pengar eller andra gåvor till personer i serviceyrken eller till fattiga personer. Den europeiska traditionen anses gå tillbaka till medeltiden, men det exakta ursprunget är okänt. Några menar att den kommer från sen romartid/tidig kristen tid. Man ställde ut metallådor (’boxes’) utanför kyrkorna på den helige Staffans dag för att samla in gåvor.
I Storbritannien blev det en tradition i det viktorianska 1800-talet att hantverkare och tjänstefolket kunde hämta sina "Christmas boxes" dagen efter juldagen som ett tack för pålitligt arbete under det gångna året.
En förklaring är att namnet kommer från en sed i England bland de rika godsägarna att för att säkerställa att tjänstefolket skötte familjens julfirande väl gavs de ledigt på annandagen för att kunna besöka sina familjer. Arbetsgivarna gav tjänarna lådor med presenter och ibland mat att ta med sig. Dessutom brukade kyrkorna, runt 1800, öppna sina offerkistor där människor under året lagt penninggåvor, och fördela innehållet bland de fattiga.
Då Boxing Day gavs status av allmän lagstadgad ledig dag, skild från firandet av den helige Stefanus, innebar det att Boxing Day blev en helt borgerlig helgdag, en dag för shopping då mellandagsreorna startar.

### Annandag jul i sportens värld

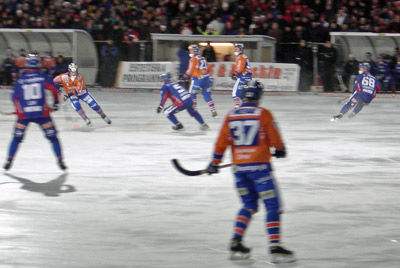
Annandagsbandy i Sverige 2004. Bollnäs GoIF mot Edsbyns IF.

Många sportevenemang äger rum på Annandag jul. Under 1900-talet förknippades Annandag jul i Sverige framförallt med bandy för den sportintresserade. Man talar om Annandagsbandy, och förbunden försöker ordna spelprogrammet så att det blir derbymatcher denna dag. 1994 inleddes försök med Annandagsbandy i Norge. Under 2000-talets första decennium har flera andra idrotter börjat med seriematcher på denna dag, bland annat handboll och ishockey. Även i Sverige har Annandag jul har blivit dagen för många sportevenemang och "annandagsidrott" börjar bli ett begrepp i Sverige.
I Storbritannien förknippas Annandag jul som sportdag med fotboll och hästsport, medan man i Australien och Nya Zeeland talar om Boxing Week, det vill säga en intensiv sportvecka. På Melbourne Cricket Ground i Melbourne i Australien inleds på annandag jul en testmatch i cricket. I Sydney i Australien inleds båttävlingen Sydney-Hobart Yacht Race.
I Sydafrika spelar man testmatch i cricket.